# Anne Haast
Pour les articles homonymes, voir Haast.
Anne Haast est une joueuse d'échecs néerlandaise née le 1er juillet 1993 à Dongen. Grand maître international féminin depuis 2015, elle a remporté le championnat d'échecs des Pays-Bas quatre fois de suite de 2014 à 2017.
Au 1er septembre 2018, elle est la deuxième joueuse néerlandaise et la 125e joueuse mondiale avec un classement Elo de 2 345 points.
Elle a représenté les Pays-Bas lors de trois olympiades de 2012 à 2016,.
Lors du championnat d'Europe d'échecs des nations de 2013, elle remporta la médaille d'or individuelle au quatrième échiquier.